# В людях (фільм)
«В людях» — радянський художній фільм 1939 року режисера Марка Донського. Екранізація другої частини однойменної автобіографічної трилогії Максима Горького. Вихід на екран відбувся 31 березня 1939 року.

## Сюжет
У родині зовсім не стало грошей. Бабуся віддала Олексія в навчання креслярському ремеслу до своїх далеких родичів. Все обмежилося брудною роботою по дому. Не бажаючи вислуховувати нескінченні докори, Олексій хотів найнятися в бурлаки, але «через слабосилля» його поставили посудником на пароплав «Добрий». Після підступів злодійкуватого офіціанта, незважаючи на заступництво кухаря, Пєшкова списали на сушу. Потім була недовга робота в іконописній майстерні. Хлопчик розтирав фарби і допомагав у крамниці. Прикажчик запропонував стежити за майстрами і доносити на них. Така пропозиція була принизливою для гордого і непокірного учня. Він пішов, отримавши від товаришів в подарунок невелику картину з портретом лермонтовського Демона. Порадившись з бабусею, Олексій вирішив виїхати з Нижнього і спробувати щастя на просторах великої країни.

## У ролях
- Олексій Лярський —  Олексій Пєшков
- Варвара Массалітінова —  Акуліна Іванівна, бабуся
- Михайло Трояновський —  Василь Васильович Каширін, дід
- Іван Кудрявцев —  Сергєєв, кресляр
- Надія Березовська —  Сергєєва
- Федір Селезньов —  Вікторушка
- Єлизавета Ліліна —  Мотря Іванівна
- Ірина Зарубіна —  Наталія, праля
- Дарина Зеркалова —  бариня «Королева Марго»
- Олександр Тімонтаєв —  Смуров, кухар
- М. Поволоцький —  Сергійко, офіціант
- Микола Плотников —  Жихарєв, іконописець
- Іван Чувельов —  Сітанов, іконописець
- К. Чугунов —  Іван Ларіонович
- Вадим Терентьєв —  Капендюхін
- В'ячеслав Новиков —  Яків Каширін, дядько Альоши
- Микола Горлов —  прикажчик
- Володимир Марута —  Митропольський, колишній октавіст
- Костянтин Немоляєв —  поліцейський інспектор
- Анатолій Кубацький —  денщик Єрмохін  (немає в титрах)

## Знімальна група
- Автори сценарію: Ілля Груздєв, Марк Донськой
- Режисер: Марк Донськой
- Оператор: Петро Єрмолов
- Художник І. Степанов
- Композитор: Лев Шварц